# Mariane Pearl
Mariane van Neyenhoff Pearl (Clichy (Francia), 23 de julio de 1967) es una periodista freelancer y una reportera y columnista para la revista Glamour. Es la viuda de Daniel Pearl, el reportero de The Wall Street Journal que fue secuestrado y asesinado por terroristas en Pakistán a principios de 2002.

## Biografía
Pearl nació en Clichy (Francia), siendo de ascendencia judío-holandesa, afrocubana y chino-cubana, y se crio en París, donde conoció a Daniel Pearl, cuando éste estaba haciendo un trabajo en la ciudad.
Ellos se casaron en agosto de 1999, vivieron por un tiempo en Bombay (India), donde Daniel fue jefe de la oficina de Asia meridional de The Wall Street Journal y más tarde viajaron a Karachi (Pakistán) a cubrir los acontecimientos de la guerra contra el terrorismo. Su hijo, Adam Daniel, nació en París tres meses después de la muerte de su padre.
Pearl escribió una memoria, A Mighty Heart, que trata los eventos relacionados con el secuestro y asesinato de su esposo. La memoria fue adaptada en el filme del mismo nombre, coproducido por Brad Pitt, Andrew Eaton y Dede Gardner, dirigida por Michael Winterbottom y protagonizada por Angelina Jolie y Dan Futterman como Mariane y Daniel Pearl.
Pearl es una practicante de budismo nichiren y miembro de Sōka Gakkai Internacional. Su hermano Satchi Van Neyenhoff es un editor de sonido.

## Daniel Pearl Foundation
Mariane Pearl es miembro de junta honoraria de la Daniel Pearl Foundation creada por los padres de Daniel, Ruth y Judea Pearl. Otros miembros de la junta honoraria incluyen a la corresponsal internacional Christiane Amanpour, al expresidente de los Estados Unidos Bill Clinton, al filántropo pakistaní Abdul Sattar Edhi, al presidente de la Universidad de Stanford John L. Hennessy, al antiguo presentador de noticias de Nightline Ted Koppel, a la reina Noor de Jordania, al violinista Itzhak Perlman, al presidente de la Universidad Al-Quds Sari Nusseibeh y al ganador del Premio Nobel de la Paz Elie Wiesel.

## Demanda contra los terroristas
En julio de 2007, Pearl entabló una demanda en Nueva York contra los terroristas y un banco que supuestamente los financió, por sus aparentes papeles en la abducción, tortura y asesinato de su esposo. Entre los nombres incluidos en la demanda estaban Ahmed Omar Saeed Sheikh, Jalid Sheij Mohamed y el Habib Bank Limited. El 24 de octubre de 2007, la demanda fue retirada. Los abogados de Pearl dijeron que Habid Bank Limited y los otros demandados en el caso no habían respondido a la demanda (aunque el banco siempre ha negado apoyar terroristas), pero no explicaron ninguna otra razón para el retiro. Un portavoz de los abogados declaró que la demanda fue retirada por motivos personales.